# Джовани Сфорца
Вижте пояснителната страница за други личности с името Джовани.
Джовани Сфорца (на италиански: Giovanni Sforza; * 5 юли 1466, Пезаро, Папска държава; † 27 юли 1510, Пезаро, Папска държава) е италиански кондотиер, господар на Пезаро и Градара от 1483 г. до смъртта си, граф на Котиньола, първи съпруг на Лукреция Борджия.

## Произход
Джовани е член на влиятелното семейство Сфорца – линия Пезаро и Градара (миланската линия на това семейство се оглавява от херцозите на Милано по това време). Той е извънбрачен син на Костанцо I Сфорца (1447, † 1483), кондотиер, господар на Пезаро и на Градара от 1473 до 1483 г., и на метресата му Фиора Бони. Внук е на Алесандро Сфорца, кондотиер, вицемаркиз на Анконската марка (1433), господар на Пезаро (1445 – 1773), господар на Градара и Кастелнуово (1464), велик конетабъл на Неаполитанското кралство (1462), меценат на изкуствата. Има един брат:
- Галеацо (* 1470; † 14 април 1515, Милано), господар на Пезаро (1512) – последният от династията Сфорца, губернатор на Кремона, съпруг на Джиневра Бентивольо.

## Биография
След смъртта на баща си през 1483 г. той наследява титлата на господар на Пезаро и на Градара и първоначално управлява с Камила Марцано Арагонска, негова мащеха.
На 27 октомври 1489 г. се жени за Мадалена Гонзага, дъщеря на Франческо I Гонзага, маркграф на Мантуа, но тя не му ражда деца и умира година след сватбата им.
На него семейство Борджия гледа като на важна връзка в Милано. Между тях и чичо му, кардинал Асканио Сфорца, през февруари 1492 г. се сключва брачен договор, според който Джовани, който по това време е на около 25 години, трябва да се ожени за Лукреция Борджия, 13-годишната незаконна дъщеря на папа Александър VI (Родриго Борджия). Сватбата се сключва на 12 юни същата година. Според договора Лукреция трябва да остане в Рим и бракът им не трябва да бъде консумиран в продължение на година. Нейната зестра е 31 000 дуката. Официалният брак е честван в Апостолическия дворец на Ватикана през 1493 г.
Джовани и Лукреция прекарват две години в Пезаро, през които значението му за амбициозното семейство Борджия намалява. Сфорца се опитват да използват своята близост до Борджиите в полза на Милано, като действат като шпиони, но са разкрити от Александър VI. Междувременно развитието на политическата ситуация (особено в Неапол) превръща този стратегически брак в безполезен. Лукреция използва привилегирования живот в папския двор, но не успява да свикне с провинциалната атмосфера в Пезаро. До Коледа на 1495 г., и Джовани, и Лукреция присъстват отново в двора в Рим.
По това време, Сфорца знае, че положението му е несигурно. Той напуска Рим, за да продължи с военна кампания и след завръщането си през февруари 1497 г. предрешен, бързо напуска града. Приема се, че причината за това му действие е, че папата и синът му Чезаре правят заговор за убийството на Джовани, но Лукреция е информирана предварително от Чезаре и успява да предупреди мъжа си да избяга. Това не е доказано, но остава като популярно обяснение.
През 1497 г. папата подава молба за развод от името на Лукреция. Асканио Сфорца отново е призован да посредничи между своя племенник и Борджиите и се опитва да убеди Джовани да приеме развода. Въпреки това Джовани отказва да го направи по най-малко две причини – от една страна, той ще трябва да върне значителната зестра на Лукреция, и второ, това ще изисква подписване на документ, в който да обяви, че е импотентен. Някои източници посочват, че Джовани има извънбрачни деца и дори, че е бил женен преди съюза си с Лукреция, но това е невероятно предвид неговата възраст, и следователно импотентността би била неправдоподобна. В отговор Сфорца обвиняват Лукреция в кръвосмешение с баща си и брат си. Това твърдение първоначално е отнасящо се само до бащата, а по-късно включващо и всички нейни братя, все още тегне като сянка във фамилната история. Бракът е анулиран на 20 декември 1497 г. на основание, че не е консумиран, понеже той е импотентен.
Семейство Сфорца заплашва да откаже защитата си на Джовани, ако той не приеме предложението, което му позволява да запази зестрата, но все още се изисква подписване на потвърждение за импотентност. През март или декември, Сфорца се съгласяват с условията и шест месеца по-късно дават показания под клетва, че Лукреция е девствена. По ирония на съдбата, Лукреция е бременна с „Римския инфант“, чието потекло е цитирано от някои като доказателство за кръвосмешение между нея и Чезаре. Сигурно е, че Сфорца не е баща на детето, но детайлите са неясни.
През 1500 г. Джовани е отлъчен от Църквата и гражданите на един от градовете се опитали да го убият. Той е атакуван и от Чезаре Борджия, който има за цел да получи земите му, и е принуден да се откаже от Пезаро. Джовани моли за помощ всички сили по това време, включително Франция и Свещената Римска империя, но напразно, и може да се върне в Пезаро само след смъртта на Александър VI и заболяването на Чезаре Борджия (1503). На следващата година новия папа Юлий II му потвърждава владението на Пезаро.
Той се жени през 1502 г. трети път за Джиневра Тиеполо, която го дарява със син – Джовани Мария. Няколко години по-късно Джовани, смъртно болен, го номинира за законен наследник и господар на Пезаро и на Градара с името Костанцо II, под опеката на чичо му Галеацо, извънбрачен брат на Джовани. Последният, след внезапната смърт на детето (1512), се опитва да наследи господството, но новият папа Юлий II смята, че викариатските права, предоставени на клона Пезаро от семейство Сфорца, са изчезнали и ги отстъпва на своя племенник – херцога на Урбино Франческо Мария I дела Ровере.
Джовани има една незаконна дъщеря – Изабела, която легитимира и по-късно се омъжва за Чиприано дел Неро, барон на Порчиляно. Тя е писателка, автор на трактатите „За истинското спокойствие на душата“ и „За женското положение“.
44-годишният Джовани умира в Пезаро през 1510 г.

## Живот и брак с Лукреция Борджия
На 12 юни 1493 г. в Рим е отпразнувана сватбата между Джовани Сфорца и Лукреция Борджия, дъщеря на Родриго Борджия – папа Александър VI. Това е уреден брак, породени от желанието на папата да защити Ватикана от предстоящата френска инвазия от Шарл VIII, с помощта на войските на семейство Сфорца и пренебрегвайки съюза на Лудовико Мария Сфорца с французите, и от желанието на кардинал Асканио Мария Сфорца Висконти да обогати семейство Сфорца чрез зестрата на протежето на папата. Бракът продължава само четири години, през които Лукреция остава по-голямата част от времето при баща си, а не в Пезаро в двора на съпруга си. Малко след сватбеното тържество Джовани е изпратен от папата в Пезаро и вижда Лукреция отново през ноември същата година, където най-накрая, това, което дотогава е неконсумиран брак поради огорчението на 13-годишната Лукреция, все още дете, стана официален брак.
През септември 1494 г. Шарл VIII нахлува в Италия с намерението да изгони крал Алфонсо II от Неапол от трона. Докато папата сключва съюз с неаполитанския крал на 14 юли 1494 г., за да защити Ватикана и самия Неапол от узурпатора, Джовани Сфорца е в Урбино, шпионирайки от името на херцог Лудовико Сфорца, Гуидобалдо да Монтефелтро и арагонските сили, и се явява като поддръжник на папата по същото време. Шарл VIII пристига в Неапол през февруари 1495 г., срещайки много слаба съпротива, като се има предвид слухът за жестокост, който обхваща Италия по отношение на френската армия, и Джовани Сфорца прави всичко възможно, за да гарантира, че войските му няма да се сблъскат с тези на нашественика, демонстрирайки още веднъж липсата на смелост и сила. Той намира убежище в Пезаро, като се похвалва на папата с експедиция до Калабрия и задържа за себе си всяка заплата, предоставена му от Ватикана и миланската милиция, която, въпреки че първоначално е съюзник с французите, направи папата да изглежда като нещо съвсем различно.
След като се провъзгласява за крал на Неапол, Шарл VIII забелязва нови движения в Италия и усеща опасността от битка, която дотогава не е пречила на пътя му. На север Лудовико Сфорца, разочарован от неуспеха да свали папата, се съюзява с Венеция и Испания срещу французите и скоро организира войските за тази битка, която цяла Италия отдавна желае.
Междувременно Джовани Сфорца продължи да си прави оглушки и да избягва военните контакти доколкото е възможно. Това силно ядосва папата, който с течение на времето осъзна безполезността на своя зет, който вместо да защитава папския трон, се грижи за собствените си дела. По всяка вероятност това е причината, която кара самия папа да разтрогне брака на дъщеря си в полза на по-важен зет няколко години по-късно. Въпреки самоизгнанието си през май 1495 г. Джовани успява да бъде зачислен във войските на лигата, съставена от венецианците, миланците и испанците, получавайки голяма заплата от семейство Сфорца от Милано. Папа Александър VI обаче не пропуска да упрекне зет си чрез писма, изпратени до него в Пезаро, където по това време живее и дъщеря му Лукреция, и за да я запази с него във Ватикана, той позволява на Джовани да влезе в миланските милиции, настояващи за заминаването на Лукреция към Рим.
През март 1496 г., след дълъг престой във Ватикана, Дввжовани е изпратен от папата с войските на Лигата в Неапол, за да освободи трона от французите и да го върне на сина на Алфонсо II Неаполитански, Фердинанд II Неаполитански. Сфорца не си противоречи, на 20 май той е в Беневенто и се държи доста далеч от местата на битката. Френските войски падат, но със сигурност не от него, и Джовани, след като отива в Неапол за тържествата, поема по пътя за Пезаро, внимателно избягвайки Рим, от който са изпратени писмо след писмо от папата; Джовани не мърда от Пезаро и игнорира всяка молба на папата.
След няколко месеца (от май до декември 1496 г.) папата все още не успява да върне Джовани Сфорца обратно във Ватикана, докато на 5 януари 1497 г. той грубо не му нарежда да се яви във Ватикана в рамките на петнадесет дни чрез писмо. С неохота херцогът на Пезаро приема поканата и когато пристига в Рим, намира по-спокойна и по-малко твърда среда от това, което е срещал в миналото. Въпреки всичко обаче, няколко месеца по-късно той буквално бяга от Рим набързо: съпругата му Лукреция, планираща поредица от свидетелства от неговия двор, го предупреждава за желанието на Борджия да елиминира тежкото му присъствие по всякакъв начин. Цялото семейство Сфорца сега губи сила в Рим и е пречка за Борджия, който вместо това не иска нищо повече от великолепие и власт.
Сутринта на Разпети петък господарят на Пезаро отива да посрещне жена си на разсъмване с банални извинения и набързо заминава за Пезаро. Възмущението на папата не след дълго пристига и из Рим започват да циркулират слухове за опит за отравяне и др. Малко е необходимо, за да се успокоят нещата и папа Александър VI оспорва единствения валиден аргумент, който може да го освободи от Сфорца: неуспехът да консумира брака след три години брачен живот на дъщеря му с него.
Той кара Лукреция да напише декларация, в която да декларира, че никога не е имало плътски съюз със съпруга ѝ за три години брак и това според правилата, продиктувани преди това от Григорий IX, позволява разтрогването на брака, така че Лукреция да може удобно да се омъжи за някой друг. След като няколко пъти се консултира с братовчед си Лудовико Сфорца, който в края на лятото на 1497 г., за да избегне вражда с папата, заплашва да прекрати защитата на държавата Пезаро, и Асканио Сфорца какво да прави и след като многократно получава откази от роднините, на 18 ноември 1497 г. Джовани Сфорца, в двореца на графа в Пезаро, преподписва декларацията. На 22 декември 1497 г. е обявена присъдата за развод между Лукреция Борджия и Графа на Пезаро.

## Брак и потомство
Жени се три пъти:
1. ∞ 1489 г. за Мадалена Гонзага (* 1472, Мантуа; † 8 януари 1490, Пезаро), дъщеря на Федедико I Гонзага, маркиз на Мантуа, и на Маргарета Баварска от Херцогство Бавария-Мюнхен, от която няма деца
2. ∞ 1493 за Лукреция Борджия (* 18 април 1480, Субиако; † 24 юни 1519, Ферара), анулиран 1497, дъщеря на папа Александър VI, от която няма деца
3. ∞ за Джиневра Тиеполо, венецианска патриция, от която има един син:
- Джовани Мария Сфорца (* 24 февруари 1510, Градара; † 1512), като Костанцо II господар на Пезаро и на Градара (1510 – 1512).

Има една извънбрачна дъщеря:
- Изабела Сфорца (* 1503, † 1561), легитимирана, писателка; ∞ за Чиприано дел Неро, барон на Порчиляно.